# Бутырское (село)
Бутырское — село в Мишкинском районе Курганской области России. Административный центр и единственный населённый пункт Рождественского сельсовета.

## Климат
Климат характеризуется как континентальный, с недостаточным увлажнением, холодной малоснежной зимой и тёплым сухим летом. Среднегодовая температура воздуха — 2,1 °С. Средняя максимальная температура воздуха самого тёплого месяца (июля) составляет 23 — 26 °C. Безморозный период длится в течение 115—119 дней в году. Среднегодовое количество атмосферных осадков составляет 370—380 мм.

## История
До 1917 года входила в состав Птиченской волости Челябинского уезда Оренбургской губернии. По данным на 1926 год железнодорожный разъезд Бутырский состоял из 13 хозяйств. В административном отношении входил в состав Рождественского сельсовета Мишкинского района Челябинского округа Уральской области.

## Население
| 1989 | 2002 | 2010 | 2012 | 2013 | 2014 | 2015 |
| ---- | ---- | ---- | ---- | ---- | ---- | ---- |
| 412  | ↘365 | ↘328 | ↘311 | ↗312 | ↗313 | ↘304 |
| 2016 | 2017 |      |      |      |      |      |
| ↘296 | ↘284 |      |      |      |      |      |

По данным переписи 1926 года на разъезде проживало 60 человек (31 мужчина и 29 женщин), в том числе: русские составляли 100 % населения.